# 神奈川県立六ツ川高等学校
神奈川県立六ツ川高等学校（かながわけんりつ むつかわこうとうがっこう）は、かつて神奈川県横浜市南区六ツ川一丁目に存在した県立高等学校。

## 概要
通称は「六高」（むつこう）で、京急線の弘明寺駅から徒歩約20分。旧学区制度のもとでは、横浜南部学区のうち学力的には中位校の順位にあった（一般コース）。普通科の中に情報科学コースがあるのが特徴であった。また、4年制大学への進学率は近年は25~30%程度であり中央大学、神奈川大学等への進学が多かった。また、情報科学コースがあるという性格上、神奈川工科大学、湘南工科大学等の理工系大学への進学が多いのも特徴である。閉校時の在校生は約300名。文部科学省から「IT人材育成ハイスクール」に指定されている全国で10校のうちの1つ（2004年4月から3年間）であった。
2004年には、2008年度から神奈川県立外語短期大学付属高等学校と併合されることが決まった（後述）。六ツ川の情報と外短の外国語の特性を利用した“国際情報科”という専門的な高校を新設するという意図から決定された。
なお、2006年4月から六ツ川高校は情報科学コースのみの募集となった。
いわゆる「県立高校百校計画」における百校目の高等学校として開校した。敷地内に記念のモニュメントがある。
この学校の特色として、体育で「RUN（ラン）」と言うものがあった。1週間に1回、校舎の周りを男子は4周（約3km）16分以内で走る女子は3周を15分以内で走る。コースは急勾配・狭路・直角コーナー・ステングレーチングがあり非常に走りづらく、時間内に走りきれなかった場合は、追走がある。なお、年明けに行われるマラソン大会の直前には、通常の2倍の距離を走る。それぞれ3回走ることが課題とされていた。ノルマを達成できなかったときは、学期末に追走が行われた。

## 統合後の学校について
- 2008年4月から神奈川県立外語短期大学付属高等学校と併合され、単位制の国際情報科を持つ神奈川県立横浜国際高等学校に改編された。設備は神奈川県立六ツ川高等学校のものを使用。全日制で在校生は480名である。コースは国際コミュニケーション系、国際文化系、情報系に大別して単位を取得するとされている。
- 新校の校名として、前身や地域を大切にしたいという目的で地域の住民から校名に「六ツ川」を入れてほしいと希望されたことがあった。また、六ツ川高校では、生徒や保護者に新校の校名を募集したことがあり、学校は、銀行の合併のように「六ツ川・外短」というような校名が応募されることを拒否したことがあった。

## 著名な卒業生
- 重光絵美 - 元女優
- 野田クリスタル - お笑い芸人、マヂカルラブリー[1]